# Edwyn Scudamore-Stanhope (10e comte de Chesterfield)
Edwyn Francis Scudamore-Stanhope, 10e comte de Chesterfield (15 mars 1854-24 janvier 1933), est un pair et courtisan britannique.

## Jeunesse et éducation
Scudamore-Stanhope est le fils aîné d'Henry Scudamore-Stanhope (9e comte de Chesterfield), et de Dorothea Hay, fille d'Adam Hay, 7e baronnet. Il fait ses études au Collège d'Eton et au Brasenose College, à Oxford, où il obtient son diplôme en 1877 avec un BA. Il est avocat en exercice en 1877.

## Carrière politique
Il est secrétaire privé adjoint du chancelier de l'Échiquier en 1886. L'année suivante, il prend place à la Chambre des lords à la mort de son père. Il sert sous William Ewart Gladstone comme trésorier de la maison entre 1892 et 1894 et sous Lord Rosebery comme capitaine de l'honorable Corps of Gentlemen at Arms entre 1894 et 1895, et est admis au Conseil privé le 30 avril 1894. Il est plus tard Lord-intendant sous Herbert Henry Asquith de 1910 à 1915 et maître du cheval sous Asquith puis David Lloyd George entre 1915 et 1922. Il est investi en tant que chevalier de la jarretière le 1er janvier 1915.

## Famille
Lord Chesterfield épouse Enid Edith Wilson, deuxième fille de Charles Wilson (1er baron Nunburnholme), le 15 février 1900 à l'église Saint-Marc, North Audley Street, Mayfair, Londres. Ils vivent initialement à Holme Lacy House, le siège de Stanhope dans le Herefordshire, que le comte a hérité de son père, mais qu'il vend en 1909, après avoir vendu le contenu en 1902. Ils vivent ensuite à Beningbrough Hall dans le Yorkshire, une propriété que son père a achetée pour le couple comme cadeau de mariage tardif. Ils n'ont pas d'enfants.
Lord Chesterfield est décédé à Londres le 24 janvier 1933, à l'âge de 78 ans et est enterré dans l'église de St Cuthbert à Holme Lacy, Herefordshire. N'ayant pas d'héritiers, ses titres passent à son frère cadet, Henry Scudamore-Stanhope (11e comte de Chesterfield).